# Mistrovství světa v zápasu řecko-římském 1965
Mistrovství světa v zápasu řecko-římském proběhlo v Tampere, Finsko v roce 1965.  

## Výsledky
| Kategorie | Zlato             | Stříbro             | Bronz              |
| --------- | ----------------- | ------------------- | ------------------ |
| do 52 kg  | Sergej Rybalko    | Rolf Lacour         | Angel Kerezov      |
| do 57 kg  | Ion Cernea        | Fritz Stange        | Bernard Knitter    |
| do 63 kg  | Jurij Grigorjev   | Martti Laakso       | Lothar Schneider   |
| do 70 kg  | Gennadij Sapunov  | Stevan Horvat       | Eero Tapio         |
| do 78 kg  | Anatolij Kolesov  | Kiril Petkov        | Sırrı Acar         |
| do 87 kg  | Rimantas Bagdonas | Bolesław Mackiewicz | Jiří Kormaník      |
| do 97 kg  | Valerij Anisimov  | Ferenc Kiss         | Czesław Kwieciński |
| +97 kg    | Nikolaj Šmakov    | István Kozma        | Petr Kment         |